# 托妮·佩恩
安蒂奥妮特·奥耶杜佩·"托妮"·佩恩（英語：Antionette Oyedupe "Toni" Payne；1995年4月22日—），美国和尼日利亚职业女子足球运动员，目前效力于埃弗顿足球俱乐部和尼日利亚国家女子足球队。她曾代表尼日利亚参加2024年夏季奥林匹克运动会女子足球比赛。